# Strada statale 400 (Croazia)
La strada statale D400 è una strada statale della Croazia . La lunghezza totale è di 1,6 km, tutti all'interno del comune di Pola, in Istria.

## Percorso
La strada ha inizio all'incrocio tra le strade statali D75 (proveniente da Buie) e la D66 (che porta a Fiume).
Si snoda per le vie di Pola passando nei pressi del cimitero di monte Giro e l'arena.
Termina sul molo ove attraccano i traghetti che portano a Venezia ed Unie.